# Antonia Werr
Antonia Agnes Josepha Werr (* 14. Dezember 1813 in Würzburg; † 27. Januar 1868 ebenda) war die Gründerin der Gemeinschaft der Dienerinnen der heiligen Kindheit Jesu zu Oberzell, genannt auch „Oberzeller Schwestern“.

## Leben
Antonia Agnes Josepha Werr wurde 1813 in Würzburg als achtes Kind des großherzoglichen „Hoföconomie-Rentamtsmanns“ Joseph Werr geboren. Ihr Vater starb am Tag ihrer Geburt, noch bevor Antonia geboren wurde, an „Typhus“. Antonia Werr ging bei den Würzburger Ursulinen zur Schule. Sie blieb als Einziges der Geschwister bei ihrer Mutter Agnes in Würzburg und pflegte diese nachdem sie schwer erkrankte mehrere Jahre bis zu deren Tod 1841.
Nachdem Antonia Werr mehrere Heiratsanträge abgelehnt hatte, trat sie 1845 dem Kloster der Schwestern vom Guten Hirten in Namur in Belgien bei und wechselte wenig später als Postulantin (Anwärterin) ins Mutterhaus des Ordens nach Angers in Frankreich.
Das Leben in Frankreich stellte sie nicht zufrieden und nach Ablauf ihres Probejahrs kehrte Werr zurück nach Würzburg. Dort führte sie ihrem Schwager, dem Witwer Karl von Gemmingen bis zu dessen Tod 1849 den Haushalt. Danach bezog sie eine Wohnung in der Franziskanergasse. Vor dem Würzburger Franziskanerminoriten Franz Ehrenburg hatte sie am 31. Juli 1848 ihr Ordensgelübde abgelegt, lebte aber weiterhin allein in ihrer Wohnung.
In Würzburg, wo sie zu Beginn der 1850er Jahre eine Zufluchtsstätte für sozial benachteiligte Frauen zu planen begann, erfuhr sie nach längerer Suche dafür geeigneter Räumlichkeiten im August 1854 von der Möglichkeit, im nahegelegenen Ort Zell das sogenannte „Schlösschen“ des ehemaligen Klostergutshofes von Oberzell zu mieten. An Pfingsten 1855 gründete sie die Dienerinnen der hl. Kindheit Jesu (zunächst als bürgerlichen Verein Katholischer Jungfrauenverein der hl. Kindheit Jesu zur Besserung verwahrloster Personen des weiblichen Geschlechts) mit der Absicht, sich mit dieser im „Schlösschen“ untergebrachten und ab dem 30. April 1855 mit vier Mitarbeiterinnen betriebenen „Rettungsanstalt“ um die leibliche und geistige Betreuung verwahrloster, oftmals vorbestrafter und gefährdeter, sozial benachteiligter Frauen und Mädchen in ihrer Heimatstadt zu kümmern.
Der Münchner Staatsrat Maximilian von Pelkhoven war viele Jahre der engste Vertraute, Berater und Brieffreund Werrs. Er erwirkte am 14. Dezember 1854 für Werr die Genehmigung zur Einrichtung ihrer Besserungsanstalt. Sowohl die Gemeinschaft als auch die Anstalt zur Besserung entlassener weiblicher Sträflinge katholischer Religion wurde am 27. Mai 1855 offiziell gegründet und Werr wurde auf Lebenszeit zur Vorsteherin gewählt. Aufnahme fanden zunächst Frauen aus Würzburg und aus der Zwangsarbeitsanstalt Ebrach.
Nachdem das „Schlösschen“ Ende 1855 für die Gemeinschaft zu klein geworden war, wurde das Gasthaus Zum Greifen an der Hettstädter Steige erworben, nach Plänen des Würzburger Stadtbaurats Josef Scherpf umgebaut und im Juli 1856 bezogen. Zu dieser Zeit waren 17 junge Frauen durch die Anstalt betreut. 1858 gründete Werr dann die Kongregation der Dienerinnen der heiligen Kindheit Jesu.
1863 schloss sich diese Gemeinschaft dem Regulierten Dritten Orden des heiligen Franziskus an und durch den Anschluss an den Johannisverein wurde Antonia Werrs Anstalt am 4. März 1863 zur juristischen Person.
1868 starb Antonia Werr an Typhus, sie hatte sich bei der Pflege von Kranken angesteckt. In ihre Institution hatte sie bis zu ihrem Tod 67 Frauen aufgenommen.
Nachdem 1901 die Druckmaschinenfabrik Koenig & Bauer vom einstigen Prämonstratenserkloster Oberzell an das andere Mainufer zog, übernahm die erst 1888 als kirchliche Genossenschaft bischöflich bestätigte und 1908 als Körperschaft des öffentlichen Rechts und kirchliche Ordensgemeinschaft staatlich anerkannte Schwesterngemeinschaft Antonia Werrs die ehemaligen Klostergebäude und die Kirche. In Oberzell hat die Gemeinschaft seither ihren Hauptsitz.